# Edward William Nelson
Aquest autor és citat en taxonomia animal amb el nom «Nelson».
Edward William Nelson (8 de maig del 1855 – 19 de maig del 1934) fou un naturalista i etnòleg estatunidenc. Era originari de Manchester (Nova Hampshire). El 1871, juntament amb la seva família, es quedà sense llar a causa del gran incendi de Chicago.
El 1877 s'uní al Cos de Senyals de l'Exèrcit Estatunidenc. Spencer Fullerton Baird s'encarregà de seleccionar funcionaris de senyals per a les estacions remotes i elegí homes amb formació científica que estiguessin disposats a estudiar la flora i fauna locals. Baird envià Nelson a St. Michael (Alaska).
Nelson fou el naturalista a bord del USRC Corwin, que navegà prop de l'illa de Wrangel a la cerca del USS Jeanette el 1881. Nelson publicà les seves troballes al Report upon Natural History Collections Made in Alaska between the Years 1877–1881, el 1887. També publicà els seus estudis etnològics a The Eskimo about Bering Strait (1900).
El 1890, Nelson acceptà el càrrec d'agent de camp especial, en l'expedició a la Vall de la Mort sota el comandament de Clinton Hart Merriam, cap de la Divisió d'Ornitologia i Mamífers del Departament d'Agricultura dels Estats Units. Després d'aquella expedició, se li manà dur a terme un estudi de camp a Mèxic, país on Nelson romangué els catorze anys següents. Nelson continuà treballant al Servei de Pesca i Vida Silvestre dels Estats Units fins al 1929 i en fou el cap des del 1916 fins al 1927.